# ویلما آریس
ویلما آریس (ایتالیایی: Wilma Aris؛ زادهٔ ۱۹۳۷ میلادی) با نامِ اصلی ویلما کورادی، هنرپیشه و مدل عکاسی اهل ایتالیا است که بیشتر در دهه ۱۹۵۰ فعال بود.
از فیلم‌هایی که وی در آن نقش داشته‌است، می‌توان به چه شریرند مردان!، علفزار، تئودورا، ملکه زرخرید، کشور زنگ‌ها، و آگنس مرگ را برگزید اشاره کرد.